# Campeonato Português de Hóquei em Patins de 1978–79
O Campeonato Português de Hóquei de Patins de 1978-79 foi a 39.ª edição do principal escalão da modalidade em Portugal.
Cinco anos depois do último título, o SL Benfica voltou a ser campeão nacional pela 13.ª vez na sua história.

## Equipas Participantes
| Zona Norte           | Zona Norte          |                     | Zona Sul   | Zona Sul |
| Equipa               | Localidade          | Equipa              | Localidade |          |
| -------------------- | ------------------- | ------------------- | ---------- | -------- |
| FC Porto             | Porto               | AD Oeiras           | Oeiras     |          |
| CH Carvalhos         | Pedroso             | SL Benfica          | Lisboa     |          |
| AD Valongo           | Valongo             | Parede FC           | Parede     |          |
| Infante de Sagres    | Porto               | Sporting CP         | Lisboa     |          |
| UD Oliveirense       | Oliveira de Azeméis | GDS Cascais         | Cascais    |          |
| GD Relógios Invicta  | Porto               | CUF Barreiro        | Barreiro   |          |
| Académica de Espinho | Espinho             | Juventude Salesiana | Estoril    |          |
| Riba de Ave HC       | Riba de Ave         | CA Campo de Ourique | Lisboa     |          |
| Académica de Coimbra | Coimbra             | GD Sesimbra         | Sesimbra   |          |
| GDC Fânzeres         | Fânzeres            | Belenenses          | Lisboa     |          |

## Classificação

### 1.ª Fase

#### Zona Norte
| Pos | Equipa               | J  | V  | E | D  | GM  | GS  | Diff | Pts | Qualificação/Despromoção |
| --- | -------------------- | -- | -- | - | -- | --- | --- | ---- | --- | ------------------------ |
| 1   | FC Porto             | 18 | 14 | 2 | 2  | 129 | 57  | +72  | 48  | Apuramento do Campeão    |
| 2   | UD Oliveirense       | 18 | 13 | 1 | 4  | 107 | 73  | +34  | 45  | Apuramento do Campeão    |
| 3   | Infante de Sagres    | 18 | 11 | 3 | 4  | 75  | 47  | +28  | 43  | Apuramento do Campeão    |
| 4   | AD Valongo           | 18 | 10 | 2 | 6  | 89  | 62  | +27  | 40  | Apuramento do Campeão    |
| 5   | CH Carvalhos         | 18 | 9  | 1 | 8  | 75  | 78  | -3   | 37  |                          |
| 6   | Riba de Ave HC       | 18 | 7  | 5 | 6  | 70  | 75  | -5   | 37  |                          |
| 7   | Académica de Espinho | 18 | 8  | 1 | 9  | 73  | 65  | +8   | 35  |                          |
| 8   | GD Relógios Invicta  | 18 | 5  | 1 | 12 | 51  | 71  | -20  | 29  |                          |
| 9   | GDC Fânzeres         | 18 | 3  | 0 | 15 | 39  | 105 | -66  | 24  | II Divisão               |
| 10  | Académica de Coimbra | 18 | 2  | 0 | 16 | 69  | 136 | -67  | 22  | II Divisão               |

#### Zona Sul
| Pos | Equipa              | J  | V  | E | D  | GM  | GS  | Diff | Pts | Qualificação/Despromoção |
| --- | ------------------- | -- | -- | - | -- | --- | --- | ---- | --- | ------------------------ |
| 1   | SL Benfica          | 18 | 16 | 1 | 1  | 81  | 31  | +50  | 51  | Apuramento do Campeão    |
| 2   | Sporting CP         | 18 | 14 | 1 | 3  | 127 | 48  | +79  | 47  | Apuramento do Campeão    |
| 3   | GD Sesimbra         | 18 | 12 | 3 | 3  | 77  | 51  | +26  | 45  | Apuramento do Campeão    |
| 4   | AD Oeiras           | 18 | 11 | 1 | 6  | 86  | 49  | +37  | 41  | Apuramento do Campeão    |
| 5   | Parede FC           | 18 | 8  | 1 | 9  | 71  | 74  | -3   | 35  |                          |
| 6   | GDS Cascais         | 18 | 8  | 0 | 10 | 64  | 76  | -12  | 34  |                          |
| 7   | Juventude Salesiana | 18 | 5  | 1 | 12 | 43  | 86  | -43  | 29  |                          |
| 8   | Belenenses          | 18 | 4  | 1 | 13 | 69  | 119 | -50  | 27  |                          |
| 9   | CA Campo de Ourique | 18 | 3  | 2 | 13 | 31  | 92  | -61  | 26  | II Divisão               |
| 10  | CUF Barreiro        | 18 | 3  | 1 | 14 | 55  | 78  | -23  | 25  | II Divisão               |

### 2.ª Fase

#### Apuramento do Campeão
| Pos | Equipa            | J  | V  | E | D  | GM | GS | Diff | Pts | Qualificação/Despromoção     |
| --- | ----------------- | -- | -- | - | -- | -- | -- | ---- | --- | ---------------------------- |
| 1   | SL Benfica        | 14 | 12 | 0 | 2  | 57 | 21 | +36  | 36  | Taça dos Campeões Europeus   |
| 2   | FC Porto          | 14 | 9  | 2 | 3  | 61 | 43 | +18  | 34  | Taça dos Vencedores de Taças |
| 3   | Infante de Sagres | 14 | 6  | 2 | 6  | 51 | 62 | -11  | 28  |                              |
| 4   | UD Oliveirense    | 14 | 7  | 0 | 7  | 50 | 63 | -13  | 28  |                              |
| 5   | Sporting CP       | 14 | 6  | 0 | 8  | 79 | 59 | +20  | 26  |                              |
| 6   | AD Oeiras         | 14 | 4  | 4 | 6  | 48 | 59 | -11  | 26  | Taça dos Vencedores de Taças |
| 7   | AD Valongo        | 14 | 3  | 3 | 8  | 38 | 60 | -22  | 23  |                              |
| 8   | GD Sesimbra       | 14 | 3  | 1 | 10 | 52 | 69 | -17  | 22  |                              |

Fonte:
| Campeão Nacional 1978/1979 |
| -------------------------- |
|                            |
| Benfica 13.° Título        |